# Bassus flavidus
Bassus flavidus är en stekelart som först beskrevs av Gupta och Bhat 1974.  Bassus flavidus ingår i släktet Bassus och familjen bracksteklar. Inga underarter finns listade.